# Offenes Stückgutfrachtschiff

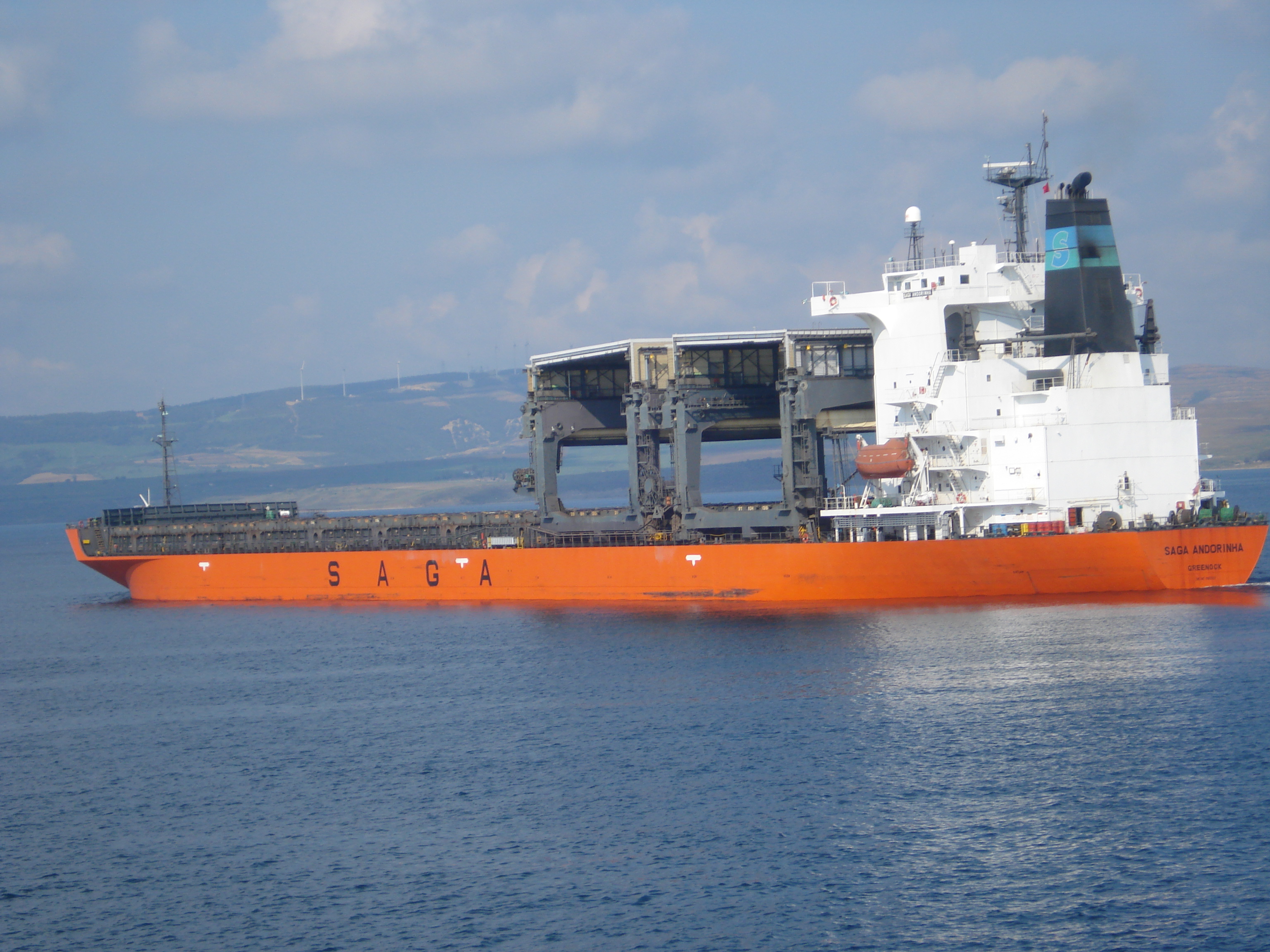
Offenes Stückgutfrachtschiff Saga Andorinha mit zwei verfahrbaren Portalkränen, die vor den Aufbauten abgestellt sind.

Das Offene Stückgutfrachtschiff (englisch Open hatch general cargo, abgekürzt OHGC) ist ein Schiffstyp, mit dem gleichzeitig Massenstückgüter, Massengut-Ladungen (Bulk) sowie teilweise auch Container transportiert werden können.

## Einzelheiten
Offene Stückgutfrachtschiffe sind eine Unterart des Massengutschiffes mit Doppelhülle, boxförmigem Laderaum, vollem Decksöffnungsgrad und Zwischendecks. Durch ihre Auslegung als offenes Schiff mit geringem oder ganz ohne Unterstau bieten sie die Möglichkeit des vertikalen Zugangs zum gesamten Laderaum, was den Transport von Schüttgütern, Projektladungen sowie verschiedenen Massenstückgütern, beispielsweise Forstprodukte wie Holz, Zellulose oder Papier oder Stahlerzeugnisse sowie beim ConBulk-Schiff auch den Transport von Containern ermöglicht. Für den Ladungsumschlag verfügen Schiffe dieser Art normalerweise entweder über Kräne oder Portalkräne, die für den flexiblen Einsatz mit Greifer, Haken, Magnet- oder Pneumatikgeräten sowie Spreadern eingerichtet sind. Ein Teil der Schiffe wird auf festen Routen, häufig mit unpaarigen Ladungsaufkommen eingesetzt, der größere Teil der Schiffe ist normalerweise jedoch in der Trampschifffahrt beschäftigt.
Die ersten als solche geplanten und gebauten Schiffe dieser Art waren die ab 1960 in den Vereinigten Staaten gebaute Del-Rio-Klasse (noch ohne Doppelhülle) oder die ab 1962 für sowjetische Reedereien gebaute Poltava-Klasse. Diese griffen zur Aufnahme der auftretenden Torsionskräfte auf die Anordnung von zwei oder drei nebeneinander angeordneten Luken mit dazwischen angeordneten Längsherften zurück. Heutige Schiffe dieses Typs gleichen prinzipiell den Offenen Mehrzweck-Schüttgutfrachtern, verfügen anders als diese aber über (häufig herausnehmbare) Zwischendecks.